# Cyclopecten capeverdensis
Cyclopecten capeverdensis is een tweekleppigensoort uit de familie van de Propeamussiidae. De wetenschappelijke naam van de soort is voor het eerst geldig gepubliceerd in 2002 door Dijkstra & Goud.